# Psalistops gasci
Psalistops gasci is een spinnensoort uit de familie Barychelidae. De soort komt voor in Frans-Guyana.